# Armorial des communes du Pas-de-Calais (A-C)
Cette page donne les armoiries (figures et blasonnements) des communes et des anciennes communes du Pas-de-Calais de A à C.
Pour les articles homonymes, voir Armorial des communes du Pas-de-Calais.

## A

### Ab à Ad
| Blason de Ablain-Saint-Nazaire | Blason  | Parti mi coupé à senestre : au 1, de sinople à quatre burelles ondées de sable, celle en pointe alaisée ; au 2, d'azur à une tour lanterne du lieu terrassée d'or brochante sur un besant d'argent rayonnant au niveau de la lanterne; au 3, d'azur au cimetière militaire (de 12 croix hautes en trois rangs en perspective) sur terrasse de sinople . |
| Blason de Ablain-Saint-Nazaire | Détails | * Il y a là non-respect de la règle de contrariété des couleurs : ces armes sont fautives (sable sur sinople et sinople sur azur). Blason sur le site de la commune, 2011. |

| Blason de Ablainzevelle | Blason  | De gueules aux trois chevrons d'argent, le premier chargé de sept mouchetures d'hermine de sable, le deuxième de cinq mouchetures et le troisième de trois mouchetures. |
| Blason de Ablainzevelle | Détails | Le statut officiel du blason reste à déterminer. |

| Blason de Acheville | Blason  | D'or fretté de seize pièces de gueules, au franc-canton du même chargé d'une bande du champ. |
| Blason de Acheville | Détails | Le statut officiel du blason reste à déterminer.                                             |

| Blason de Achicourt | Blason  | D'hermine au chef de gueules.                    |
| Blason de Achicourt | Détails | Le statut officiel du blason reste à déterminer. |

| Blason de Achiet-le-Grand | Blason  | Écartelé : aux 1 et 4 parti de gueules et d'argent, à un croissant de l'un en l'autre ; aux 2 et 3 de sable à la bande vivrée d'or cotoyée de deux lions d'argent ; sur le tout d'or aux trois huchets de sable. |
| Blason de Achiet-le-Grand | Détails | Le statut officiel du blason reste à déterminer. |

| Blason de Achiet-le-Petit | Blason  | Écartelé : aux 1 et 4 parti de gueules et d'argent, à un croissant de l'un en l'autre ; aux 2 et 3 de sable à la bande vivrée d'or cotoyée de deux lions d'argent. |
| Blason de Achiet-le-Petit | Détails | Le statut officiel du blason reste à déterminer. |

| Blason de Acq | Blason  | D'azur semé de fleurs de lys d'or au lion naissant d'argent brochant sur le tout, à la bordure du même . |
| Blason de Acq | Détails | Le statut officiel du blason reste à déterminer.                                                         |

| Blason de Acquin-Westbécourt | Blason  | De sinople à trois macles d'argent, au chef d'or chargé d'une escarboucle pommetée et fleudelisée de gueules. |
| Blason de Acquin-Westbécourt | Détails | Le statut officiel du blason reste à déterminer.                                                              |

| Blason de Adinfer | Blason  | Contre-vairé d'or et d'azur. |
| Blason de Adinfer | Détails | Adoption en 1984.            |

### Ae à Ah
| Blason de Affringues | Blason  | D'argent à la fasce accompagnée en chef d'une fleur de lys et en pointe d'un coq hardi, le tout de sinople . |
| Blason de Affringues | Détails | Le statut officiel du blason reste à déterminer.                                                             |

| Blason de Agnez-lès-Duisans | Blason  | Écartelé : au 1) et 4) chevronné d'or et de gueules de douze pièces, au 2) et 3) d'or au lion de gueules. |
| Blason de Agnez-lès-Duisans | Détails | Le statut officiel du blason reste à déterminer.                                                          |

| Blason de Agnières | Blason  | De sinople à l'aigle d'or, becquée et membrée de gueules. |
| Blason de Agnières | Détails | Le statut officiel du blason reste à déterminer.          |

| Blason de Agny | Blason  | Contre-vairé d'or et d'azur.                     |
| Blason de Agny | Détails | Le statut officiel du blason reste à déterminer. |

### Ai à Al
| Blason de Aire-sur-la-Lys | Blason  | De gueules à l'aigle d'argent becquée et membrée d'or. |
| Blason de Aire-sur-la-Lys | Détails | Le statut officiel du blason reste à déterminer.       |

| Blason de Airon-Notre-Dame | Blason  | D'argent à l'église d'azur, la rosace du champ; à la bordure d'azur chargée de huit canettes d'argent, becquées et membrées d'or. |
| Blason de Airon-Notre-Dame | Détails | Le statut officiel du blason reste à déterminer.                                                                                  |

| Blason de Airon-Saint-Vaast | Blason  | D'azur à la chapelle d'or, ouverte et maçonnée de sable, au franc-quartier d'argent chargé d'un écureuil de gueules. |
| Blason de Airon-Saint-Vaast | Détails | Le statut officiel du blason reste à déterminer.                                                                     |

| Blason de Aix-en-Ergny | Blason  | Parti : au 1 coupé d'argent fretté de sable et aussi d'argent ; au 2 d'azur au lion d'or surmonté de deux merlettes du même. |
| Blason de Aix-en-Ergny | Détails | Le statut officiel du blason reste à déterminer.                                                                             |

| Blason de Aix-en-Issart | Blason  | D'or à la fasce ondée d'azur accompagnée de trois maillets de sinople. |
| Blason de Aix-en-Issart | Détails | Le statut officiel du blason reste à déterminer.                       |

| Blason de Aix-Noulette | Blason  | Écartelé de sable et d'or à la grenade enflammée de gueules brochant sur le tout. |
| Blason de Aix-Noulette | Détails | Le statut officiel du blason reste à déterminer.                                  |

| Blason de Alembon | Blason  | D'argent aux cinq merlettes de sable, ordonnées 3 et 2. |
| Blason de Alembon | Détails | Le statut officiel du blason reste à déterminer.        |

| Blason de Alette | Blason  | De gueules aux trois quintefeuilles d'or, au chef d'argent chargé de trois maillets de sinople. |
| Blason de Alette | Détails | Le statut officiel du blason reste à déterminer.                                                |

| Blason de Alincthun | Blason  | D'or à trois chevrons de gueules.                |
| Blason de Alincthun | Détails | Le statut officiel du blason reste à déterminer. |

| Blason de Allouagne | Blason  | D'azur à la fasce crénelée d'or de quatre pièces. |
| Blason de Allouagne | Détails | Le statut officiel du blason reste à déterminer.  |

| Blason de Alquines | Blason  | Écartelé : au 1er d'azur à la mitre d'argent, au 2e de gueules à la tour d'or maçonnée de sable, au 3e de gueules à la gerbe liée d'or, au 4e d'azur à la jumelle ondée d'argent. |
| Blason de Alquines | Détails | Le statut officiel du blason reste à déterminer. |

### Am à Aq
| Blason de Ambleteuse | Blason  | De gueules à la croix ancrée d'or                |
| Blason de Ambleteuse | Détails | Le statut officiel du blason reste à déterminer. |

| Blason de Ambricourt | Blason  | D'argent à trois croissants de gueules.          |
| Blason de Ambricourt | Détails | Le statut officiel du blason reste à déterminer. |

| Blason de Ambrines | Blason  | D'azur au lys de jardin terrassé d'argent, accosté de deux lièvres courants du même. |
| Blason de Ambrines | Détails | Le statut officiel du blason reste à déterminer.                                     |

| Blason de Ames | Blason  | D'argent au chevron de sable accompagné de trois merlettes du même. |
| Blason de Ames | Détails | Le statut officiel du blason reste à déterminer.                    |

| Blason de Amettes | Blason  | D'azur au bâton de pèlerin crossé de sable, posé en barre, avec sa gourde appendue en chef et accosté à sa base de deux traces de pas du même posées et rangées en bande; à la bande cousue de gueules, chargée d'une coquille d'argent posée à plomb, brochant sur le tout. |
| Blason de Amettes | Détails | * Il y a là non-respect de la règle de contrariété des couleurs : ces armes sont fautives (sable et gueules sur azur). Le statut officiel du blason reste à déterminer. |

| Blason de Amplier | Blason  | De sable à la crosse d'argent, au franc-canton d'or. |
| Blason de Amplier | Détails | Le statut officiel du blason reste à déterminer.     |

| Blason de Andres | Blason  | D'azur au lion d'or, armé et lampassé de gueules, surmonté d'un lambel de gueules.                                                                             |
| Blason de Andres | Détails | * Il y a là non-respect de la règle de contrariété des couleurs : ces armes sont fautives (gueules sur azur). Le statut officiel du blason reste à déterminer. |

| Blason de Angres | Blason  | De gueules aux trois gerbes d'or, à la bordure du même chargée de huit tourteaux du champ. |
| Blason de Angres | Détails | Le statut officiel du blason reste à déterminer.                                           |

| Blason de Annay | Blason  | Tranché: au 1) d'argent ondé de sable et au 2) de gueules ; à la cotice d'azur chargé de six fleurs de lys d'or posées à plomb brochant sur la partition. |
| Blason de Annay | Détails | Le statut officiel du blason reste à déterminer. |

| Blason de Annequin | Blason  | Écartelé d'or et de sable, à la bande engrêlée de gueules brochante . |
| Blason de Annequin | Détails | Le statut officiel du blason reste à déterminer.                      |

| Blason de Annezin | Blason  | Écartelé : au 1) et au 4) de gueules à la fasce d'argent accompagnée en chef de trois besants d'or et en pointe d'un lion léopardé du même, au 2) et 3) de gueules à la bande ondée d'argent chargée de trois étoiles de six rais de sable et accompagnée de deux étoiles de six rais aussi d'argent. |
| Blason de Annezin | Détails | Le statut officiel du blason reste à déterminer. |

| Blason de Anvin | Blason  | De sable à la bande d'or chargée d'une violette du champ, accompagnée de six billettes aussi d'or ordonnées en orle, trois en chef et trois en pointe. |
| Blason de Anvin | Détails | Le statut officiel du blason reste à déterminer. |

| Blason de Anzin-Saint-Aubin | Blason  | Écartelé : au 1) et 4) d'or à la croix de gueules, chargée en cœur d'une étoile d'argent, cantonnée de seize alérions d'azur, quatre dans chaque canton, au 2) et au 3) de gueules à la croix ancrée d'or . Différences entre dessin et blasonnement : la croix est dite ancrée, mais non ainsi dessinée. |
| Blason de Anzin-Saint-Aubin | Détails | Le statut officiel du blason reste à déterminer. |

### Ar à Au
| Blason de Ardres | Blason  | D'argent à l'aigle bicéphale de sable, au chef d'azur chargé de trois fleurs de lys d'or. |
| Blason de Ardres | Détails | Le statut officiel du blason reste à déterminer.                                          |

| Blason de Arleux-en-Gohelle | Blason  | D'or aux deux crosses adossées issantes de sable accompagnées de neuf rats du même, trois rangés en chef, six montant adossés rangés en deux pals aux flancs, à la champagne de gueules chargée de deux clefs du champ passées en sautoir. |
| Blason de Arleux-en-Gohelle | Détails | Le statut officiel du blason reste à déterminer. |

| Blason de Arques | Blason  | De gueules à la crosse accostée de deux clé adossées le tout d'or. |
| Blason de Arques | Détails | Le statut officiel du blason reste à déterminer.                   |

| Blason de Arras | Blason  | De gueules au lion d'or armé et lampassé d'azur, à l'écusson brochant en abime sur le tout aussi d'azur, semé de fleurs de lys d'or, brisé d'un lambel de gueules de trois pendants chargés chacun de trois petits châteaux aussi d'or rangés en pal. |
| Blason de Arras | Détails | Le statut officiel du blason reste à déterminer. |
| Blason de Arras | Alias   | D'azur, à la fasce d'argent, chargée de trois rats de sable, accompagnée en chef d'une mitre d'or et en pointe de deux crosses passées en sautoir du même.                                                                                            |

| Blason de Athies | Blason  | Écartelé : au 1) et au 4) d'or à la croix ancrée de gueules, au 2) et 3) d'azur aux deux fleurs de pensée tigées et feuillées d'or en chef, soutenues d'un lys de jardin fleuri de trois pièces, tigé et feuillé d'argent. |
| Blason de Athies | Détails | Le statut officiel du blason reste à déterminer. |

| Blason de Les Attaques | Blason  | De gueules au bateau de pêche d'argent.          |
| Blason de Les Attaques | Détails | Le statut officiel du blason reste à déterminer. |

| Blason de Attin | Blason  | De gueules aux trois truites d'or.               |
| Blason de Attin | Détails | Le statut officiel du blason reste à déterminer. |

| Blason de Aubigny-en-Artois | Blason  | D'azur semé de fleurs de lis d'or, au lambel de gueules, chaque pendant chargé de trois châteaux d'or rangés en pal, et au bâton abaissé de gueules brochant sur le semé. |
| Blason de Aubigny-en-Artois | Détails | Le statut officiel du blason reste à déterminer. |

| Blason de Aubin-Saint-Vaast | Blason  | Parti : au 1) d'azur à la barque de sable, sans agrès, au mât brisé d'or, portant la Vierge l'enfant Jésus sur son bras gauche, tous deux couronnés du même, la barque voguant sur une mer ondée d'argent mouvant de la pointe, au 2) d'argent à la croix de gueules. |
| Blason de Aubin-Saint-Vaast | Détails | Le statut officiel du blason reste à déterminer. |

| Blason de Aubrometz | Blason  | D'azur à la crosse épiscopale posée en bande, accompagnée en chef d'une mitre et en pointe d'un croissant, le tout d'or, au chef d'argent chargé de cinq étoiles de gueules. |
| Blason de Aubrometz | Détails | Le statut officiel du blason reste à déterminer. |

| Blason de Auchel | Blason  | Tranché : au premier d'azur à la tour donjonnée d'or, maçonnée de sable, au second de gueules aux deux pics de mineur passés en sautoir et à une lampe de mineur brochant en cœur, le tout d'or ; à la bande d'or chargée de cinq losanges de sable, brochant sur la partition. |
| Blason de Auchel | Détails | Le statut officiel du blason reste à déterminer. |

| Blason de Auchy-au-Bois | Blason  | Écartelé :aux 1) et 4) d'or aux trois huchets de gueules enguichés et virolés d'argent, aux 2) et 3) de gueules à l'arbre d'or. |
| Blason de Auchy-au-Bois | Détails | Le statut officiel du blason reste à déterminer.                                                                                |

| Blason de Auchy-lès-Hesdin | Blason  | D'azur à l'escarboucle pommetée d'or chargée en cœur d'un besant de gueules surchargé d'une étoile aussi d'or. |
| Blason de Auchy-lès-Hesdin | Détails | Le statut officiel du blason reste à déterminer.                                                               |

| Blason de Auchy-les-Mines | Blason  | D'argent à l'ombre de bonnet phrygien contourné, au plant de blé au naturel brochant, à la lampe de mineur de sable brochant sur le tout. |
| Blason de Auchy-les-Mines | Détails | Armes parlantes. (lampe de mineur) Le statut officiel du blason reste à déterminer.                                                       |

| Blason de Audembert | Blason  | D'argent aux trois têtes de chien de chasse de sable, au chef de gueules au cor de chasse contourné d'or. |
| Blason de Audembert | Détails | Le statut officiel du blason reste à déterminer.                                                          |

| Blason de Audincthun | Blason  | De sinople aux trois chevrons d'argent, accompagnés de trois gobelets d'or. |
| Blason de Audincthun | Détails | Le statut officiel du blason reste à déterminer.                            |

| Blason de Audinghen | Blason  | Parti d'argent et d'or à la croix ancrée de gueules chargée d'une tour ouverte d'argent maçonnée de sable, brochant sur le parti, au chef d'azur chargé de trois lionceaux d'or. |
| Blason de Audinghen | Détails | Le statut officiel du blason reste à déterminer. |

| Blason de Audrehem | Blason  | De sinople aux trois bandes d'or, à la bordure du même. |
| Blason de Audrehem | Détails | Le statut officiel du blason reste à déterminer.        |

| Blason de Audresselles | Blason  | D'azur à un flobard d'or naviguant sur trois ondes d'argent, au chef d'or chargé d'un crabe de gueules. |
| Blason de Audresselles | Détails | Le statut officiel du blason reste à déterminer.                                                        |

| Blason de Audruicq | Blason  | D'argent à la figure d'un évêque de carnation, vêtu d'une aube du champ, d'une tunique de pourpre, revêtu d'une chape de gueules brodée d'or, la mitre en tête du même, tenant de sa dextre une palme de sinople et de sa senestre une crosse aussi d'or, le tout accosté de deux écussons de gueules chargés d'une croix patriarcale d'argent. |
| Blason de Audruicq | Détails | Le statut officiel du blason reste à déterminer. |

| Blason de Aumerval | Blason  | D'argent aux deux huchets contournés de gueules, pavillonnés, enguichés et embouchés de sable soutenus d'un fer à cheval montant de sinople, clouté de six pièces d'argent. |
| Blason de Aumerval | Détails | Le statut officiel du blason reste à déterminer. |

| Blason de Autingues | Blason  | D'azur à la fasce d'or accompagnée de deux lions d'argent, armés et lampassés de gueules, l'un en chef l'autre en pointe. |
| Blason de Autingues | Détails | Le statut officiel du blason reste à déterminer.                                                                          |

| Blason de Auxi-le-Château | Blason  | Échiqueté d'or et de gueules.                    |
| Blason de Auxi-le-Château | Détails | Le statut officiel du blason reste à déterminer. |

### Av à Az
| Blason de Averdoingt | Blason  | D'argent au lion de sinople.                     |
| Blason de Averdoingt | Détails | Le statut officiel du blason reste à déterminer. |

| Blason de Avesnes | Blason  | Coupé : au 1) de gueules à l'aigle d'or au 2) parti au I d'or au lion de gueules et au II d'or au bœuf contourné de gueules. |
| Blason de Avesnes | Détails | Le statut officiel du blason reste à déterminer.                                                                             |

| Blason de Avesnes-le-Comte | Blason  | D'azur semé de fleurs de lys d'or brisé d'un lambel de même. |
| Blason de Avesnes-le-Comte | Détails | Le statut officiel du blason reste à déterminer.             |

| Blason de Avesnes-lès-Bapaume | Blason  | D'azur à la vierge d'argent, coiffée en voile, assise sur un arc en ciel du même mouvant des cantons de la pointe, tenant l'enfant Jésus d'or et lui présentant une pomme de gueules. |
| Blason de Avesnes-lès-Bapaume | Détails | Le statut officiel du blason reste à déterminer. |

| Blason de Avion | Blason  | Écartelé, au 1 de gueules à trois immeubles d'or ajourés et terrassés de sable, au 2 d'azur à deux pics de mineur d'or en sautoir et à la lampe sommée d'un casque du même brochant sur le tout, au 3 d'azur au pal ondé d'or à la colombe essorante d'argent brochant sur le tout, au chef aussi d'azur chargé d'une locomotive d'or, au 4 de gueules à la tierce alaisée ondée d'or, au chef cousu d'azur chargé d'une lyre d'or accostée de deux gerbes du même liées de sable. |
| Blason de Avion | Détails | Conflit héraldique : au 4, le dessin montre une jumelle et non une tierce. Le statut officiel du blason reste à déterminer. |

| Blason de Avondance | Blason  | D'argent au lion de sable armé et lampassé de gueules, à la bordure d'azur. |
| Blason de Avondance | Détails | Le statut officiel du blason reste à déterminer.                            |

| Blason de Avroult | Blason  | D'or à la tierce de sable, au franc-canton d'hermine, le tout enfermé par une bordure engrêlée de gueules. |
| Blason de Avroult | Détails | Le statut officiel du blason reste à déterminer.                                                           |

| Blason de Ayette | Blason  | D'or aux trois écussons d'azur, au franc-quartier de gueules chargé d'une molette de cinq rais du champ. |
| Blason de Ayette | Détails | Le statut officiel du blason reste à déterminer.                                                         |

| Blason de Azincourt | Blason  | D'argent à l'aigle bicéphale de gueules, becquée, lampassée et membrée d'azur,. |
| Blason de Azincourt | Détails | Le statut officiel du blason reste à déterminer.                                |

## B

### Ba à Bd
| Blason de Bailleul-aux-Cornailles | Blason  | De gueules à la fasce d'argent accompagnée de trois corneilles d'or. |
| Blason de Bailleul-aux-Cornailles | Détails | Armes parlantes. Le statut officiel du blason reste à déterminer.    |

| Blason de Bailleul-lès-Pernes | Blason  | D'argent à la bande de gueules.                  |
| Blason de Bailleul-lès-Pernes | Détails | Le statut officiel du blason reste à déterminer. |

| Blason de Bailleul-Sir-Berthoult | Blason  | D'azur fretté de six pièces d'or.                |
| Blason de Bailleul-Sir-Berthoult | Détails | Le statut officiel du blason reste à déterminer. |

| Blason de Bailleulmont | Blason  | De gueules à la bande d'or, accompagné de six billettes du même posées à plomb, trois en chef et trois en pointe rangées en bande. |
| Blason de Bailleulmont | Détails | Le statut officiel du blason reste à déterminer.                                                                                   |

| Blason de Bailleulval | Blason  | D'azur fretté de dix pièces d'argent.            |
| Blason de Bailleulval | Détails | Le statut officiel du blason reste à déterminer. |

| Blason de Baincthun | Blason  | D'argent à trois huchets de gueules, le pavillon à dextre. |
| Blason de Baincthun | Détails | Le statut officiel du blason reste à déterminer.           |

| Blason de Bainghen | Blason  | D'azur à la couronne d'épines d'or.              |
| Blason de Bainghen | Détails | Le statut officiel du blason reste à déterminer. |

| Blason de Bajus | Blason  | D'or à la barre ondée d'azur chargée d'un léopard assis du champ. |
| Blason de Bajus | Détails | Le statut officiel du blason reste à déterminer.                  |

| Blason de Balinghem | Blason  | Parti : au 1) d'or à la fasce de sable surmontée de trois cormorans du même, becqués et membrés de gueules, rangés en chef, au 2) de sinople à la tente d'or. |
| Blason de Balinghem | Détails | Le statut officiel du blason reste à déterminer. |

| Blason de Bancourt | Blason  | D'or à la divise de gueules accompagnée de trois lionceaux issants du même, couronnés d'azur. |
| Blason de Bancourt | Détails | Le statut officiel du blason reste à déterminer.                                              |

| Blason de Bapaume | Blason  | D'azur à trois mains appaumées d'argent, celle du chef-dextre étant une main senestre. |
| Blason de Bapaume | Détails | Armes parlantes. Le statut officiel du blason reste à déterminer.                      |

| Blason de Baralle | Blason  | D'azur à la bande d'argent chargée de trois quintefeuilles du champ à plomb. |
| Blason de Baralle | Détails | Le statut officiel du blason reste à déterminer.                             |

| Blason de Barastre | Blason  | De sinople à la fasce d'argent surmontée de trois coquilles du même rangées en chef . |
| Blason de Barastre | Détails | Le statut officiel du blason reste à déterminer.                                      |

| Blason de Barlin | Blason  | Écartelé : au 1) et 4) de gueules fretté de quatorze pièces d'or, au 2) et 3) fascé d'argent et de gueules de huit pièces au sautoir de sable brochant sur le tout. |
| Blason de Barlin | Détails | Le statut officiel du blason reste à déterminer. |

| Blason de Barly | Blason  | D'azur au chevron d'argent soutenu d'une molette de cinq rais du même. |
| Blason de Barly | Détails | Le statut officiel du blason reste à déterminer.                       |

| Blason de Basseux | Blason  | D'hermine au chef de sable chargé de quatre billettes d'argent. |
| Blason de Basseux | Détails | Le blason est constitué par les armes de Antoine Pierre Joseph de Cardevac de Gouy (d'hermine au chef de sable) et de Robertine-Françoise de Villers-au-Tertre (billettes d'argent). Le statut officiel du blason reste à déterminer. |

| Blason de Bavincourt | Blason  | D'argent au rocher de sable mouvant de la pointe, surmonté de deux lions du même, armés et lampassés de gueules. |
| Blason de Bavincourt | Détails | Le statut officiel du blason reste à déterminer.                                                                 |

| Blason de Bayenghem-lès-Éperlecques | Blason  | D'or au porche de sable chargé en chef d'une bannière du champ de la date 1763 en lettres aussi de sable. |
| Blason de Bayenghem-lès-Éperlecques | Détails | Le statut officiel du blason reste à déterminer.                                                          |

| Blason de Bayenghem-lès-Seninghem | Blason  | D'azur à l'urne antique d'or contournée d'un cyclamor d'argent. |
| Blason de Bayenghem-lès-Seninghem | Détails | Le statut officiel du blason reste à déterminer.                |

| Blason de Bazinghen | Blason  | D'or à la croix de sable chargée de cinq anneaux d'argent.                                             |
| Blason de Bazinghen | Détails | Conflit héraldique : le dessin présente deux anneaux. Le statut officiel du blason reste à déterminer. |

### Be à Bh
| Blason de Béalencourt | Blason  | Écartelé : au 1) et 4) d'or aux cinq cotices de gueules, au franc-canton aussi d'or chargé de cinq cotices de gueules et d'une étoile de six rais du champ brochant sur le tout, au 2) et 3) échiqueté de gueules et d'or de cinq tires. |
| Blason de Béalencourt | Détails | Le statut officiel du blason reste à déterminer. |

| Blason de Beaudricourt | Blason  | D'or aux trois bandes de gueules, à la fasce de sable brochant sur le tout. |
| Blason de Beaudricourt | Détails | Le statut officiel du blason reste à déterminer.                            |

| Blason de Beaufort-Blavincourt | Blason  | D'azur aux trois jumelles d'or.                  |
| Blason de Beaufort-Blavincourt | Détails | Le statut officiel du blason reste à déterminer. |

| Blason de Beaulencourt | Blason  | De sable au château de trois tours d'or, ouvert, ajouré et maçonné du champ, pavillonné aussi d'or sur les deux tours des flancs, aux quatre rayons gironnants d'argent mouvant de la base du château et s'élargissant vers la pointe. |
| Blason de Beaulencourt | Détails | Le statut officiel du blason reste à déterminer. |

| Blason de Beaumerie-Saint-Martin | Blason  | D'argent aux trois fasces de gueules surmontées de trois trèfles de sinople rangés en chef. |
| Blason de Beaumerie-Saint-Martin | Détails | Le statut officiel du blason reste à déterminer.                                            |

| Blason de Beaumetz-lès-Aire | Blason  | D'argent au sautoir d'azur chargé en cœur d'une maison d'or. |
| Blason de Beaumetz-lès-Aire | Détails | Le statut officiel du blason reste à déterminer.             |

| Blason de Beaumetz-lès-Cambrai | Blason  | De gueules à la croix engrêlée d'or .      |
| Blason de Beaumetz-lès-Cambrai | Détails | Adopté par la municipalité le 13 mai 1994. |

| Blason de Beaumetz-lès-Loges | Blason  | De gueules aux trois gerbes d'or liées de sable, à la bordure aussi d'or chargée de sept tourteaux du champ. |
| Blason de Beaumetz-lès-Loges | Détails | Le statut officiel du blason reste à déterminer.                                                             |

| Blason de Beaurains | Blason  | D'argent au sautoir de gueules.                  |
| Blason de Beaurains | Détails | Le statut officiel du blason reste à déterminer. |

| Blason de Beaurainville | Blason  | Écartelé au 1) et au 4) d'argent aux trois fasces de gueules, au 2 et 3 d'argent aux trois doloires de gueules, les deux du chef posées en bande et en barre, celle de la pointe en fasce ; sur le tout écartelé au I d'or à la bande de gueules chargée de trois alérions d'argent, au II d'azur aux trois fleurs de lys d'or, à la bordure cousue de gueules chargée de huit besants d'argent, au III et au IV d'argent aux deux fasces cousues d'or. |
| Blason de Beaurainville | Détails | * Ces armes emploient le terme « cousu » dans le seul but de contrevenir à la règle de contrariété des couleurs : elles sont fautives : gueules sur azur et or sur argent. Le statut officiel du blason reste à déterminer. |

| Blason de Beauvoir-Wavans | Blason  | D'azur à deux léopards d'or, tachetés de sable, assis et adossés, les queues passées en redorte; à la plaine ondée d'argent. |
| Blason de Beauvoir-Wavans | Détails | Le statut officiel du blason reste à déterminer.                                                                             |

| Blason de Beauvois | Blason  | D'azur au chevron d'or, accompagné en chef de deux roses tigées et feuillées du même et en pointe d'une gerbe aussi d'or liée de gueules . |
| Blason de Beauvois | Détails | Le statut officiel du blason reste à déterminer.                                                                                           |

| Blason de Bécourt | Blason  | D'or au hêtre de sinople, au chef du même chargé de trois merlettes d'argent. |
| Blason de Bécourt | Détails | Le statut officiel du blason reste à déterminer.                              |

| Blason de Béhagnies | Blason  | D'azur aux trois gerbes d'or liées de sable.     |
| Blason de Béhagnies | Détails | Le statut officiel du blason reste à déterminer. |

| Blason de Belle-et-Houllefort | Blason  | Parti : au 1er d'azur à la main dextre parée d'argent, mouvant du trait de partition, tenant une rose tigée et feuillée d'argent, surmontée de deux dauphins adossés du même; au 2e de sable au lion d'argent à la queue fourchue. |
| Blason de Belle-et-Houllefort | Détails | Le statut officiel du blason reste à déterminer. |

| Blason de Bellebrune | Blason  | D'argent au lion de sable armé de gueules .      |
| Blason de Bellebrune | Détails | Le statut officiel du blason reste à déterminer. |

| Blason de Bellonne | Blason  | De gueules au colombier d'or, au chef d'azur plumeté d'or. |
| Blason de Bellonne | Détails | Le statut officiel du blason reste à déterminer.           |

| Blason de Bénifontaine | Blason  | De gueules à la bande d'azur chargée de six fleurs de lys d'or posées à plomb, accompagnée en chef d'un croissant aussi d'or et en pointe d'une aigle bicéphale de sable. |
| Blason de Bénifontaine | Détails | * Il y a là non-respect de la règle de contrariété des couleurs : ces armes sont fautives (sable sur gueules). Le statut officiel du blason reste à déterminer.           |

| Blason de Berck | Blason  | Parti d'azur et de gueules à l'ancre marine d'argent brochant sur la partition, enlacée d'un filin d'or et accostée de deux poissons aussi d'argent, adossés et posés en pal. |
| Blason de Berck | Détails | Le statut officiel du blason reste à déterminer. |

| Blason de Bergueneuse | Blason  | D'azur aux trois vannets d'or.                   |
| Blason de Bergueneuse | Détails | Le statut officiel du blason reste à déterminer. |

| Blason de Berguette | Blason  | D'argent à la roue de moulin de sable accompagnée de trois étoiles du même. |
| Blason de Berguette | Détails | Le statut officiel du blason reste à déterminer.                            |

| Blason de Berlencourt-le-Cauroy | Blason  | Taillé : au 1er d'or à une truite d'azur posée en pal, au 2d fascé d'or et d'azur à une branche de noisetier de sinople posée en barre, fruitée de deux pièces d'or, brochante ; à la barre de sable brochant sur la partition. |
| Blason de Berlencourt-le-Cauroy | Détails | Le statut officiel du blason reste à déterminer. |

| Blason de Berles-au-Bois | Blason  | De sinople à la fasce d'or frettée de dix pièces de gueules . |
| Blason de Berles-au-Bois | Détails | Le statut officiel du blason reste à déterminer.              |

| Blason de Berles-Monchel | Blason  | D'azur à la fasce d'argent accompagnée de six quintefeuilles du même, trois rangées en chef et trois rangées en pointe. |
| Blason de Berles-Monchel | Détails | Le statut officiel du blason reste à déterminer.                                                                        |

| Blason de Bermicourt | Blason  | Écartelé : au 1) et 4) de sable semé de fleurs de lys, au 2) et au 3) d'argent aux trois fleurs de lys au pied nourri de gueules . |
| Blason de Bermicourt | Détails | Le statut officiel du blason reste à déterminer.                                                                                   |

| Blason de Berneville | Blason  | D'or aux trois roses de gueules tigées et feuillées de sinople . |
| Blason de Berneville | Détails | Le statut officiel du blason reste à déterminer.                 |

| Blason de Bernieulles | Blason  | D'or à la croix ancrée de gueules.               |
| Blason de Bernieulles | Détails | Le statut officiel du blason reste à déterminer. |

| Blason de Bertincourt | Blason  | D'or aux trois tourteaux de sable .              |
| Blason de Bertincourt | Détails | Le statut officiel du blason reste à déterminer. |

| Blason de Béthonsart | Blason  | De gueules fretté de quatorze pièces d'argent entre semé de fleurs de lys d'or . |
| Blason de Béthonsart | Détails | Le statut officiel du blason reste à déterminer.                                 |

| Blason de Béthune | Blason  | D'argent à la fasce de gueules.                  |
| Blason de Béthune | Détails | Le statut officiel du blason reste à déterminer. |

| Blason de Beugin | Blason  | De sable au sautoir d'argent chargé en cœur d'une macle de sinople . |
| Blason de Beugin | Détails | Le statut officiel du blason reste à déterminer.                     |

| Blason de Beugnâtre | Blason  | D'azur aux trois étoiles d'argent .              |
| Blason de Beugnâtre | Détails | Le statut officiel du blason reste à déterminer. |

| Blason de Beugny | Blason  | Tranché : au 1) d'azur aux trois aiguières d'or posées en orle, au 2) d'or à la tour d'azur . |
| Blason de Beugny | Détails | Le statut officiel du blason reste à déterminer.                                              |

| Blason de Beussent | Blason  | D'argent à la barre échiquetée d'or et de sable de trois tires . |
| Blason de Beussent | Détails | Le statut officiel du blason reste à déterminer.                 |

| Blason de Beutin | Blason  | D'argent aux huit merlettes de sable ordonnée en orle. |
| Blason de Beutin | Détails | Le statut officiel du blason reste à déterminer.       |

| Blason de Beuvrequen | Blason  | Gironné de gueules et d'or de huit pièces, à la crosse d'or brochant sur le tout. |
| Blason de Beuvrequen | Détails | Le statut officiel du blason reste à déterminer.                                  |

| Blason de Beuvry | Blason  | De gueules au chevron d'hermine.                 |
| Blason de Beuvry | Détails | Le statut officiel du blason reste à déterminer. |

| Blason de Bezinghem | Blason  | De sable au lion léopardé dor, au chef d'argent chargé de trois molettes du champ . |
| Blason de Bezinghem | Détails | Le statut officiel du blason reste à déterminer.                                    |

### Bi à Bl
| Blason de Biache-Saint-Vaast | Blason  | Écartelé d'or et d'azur, aux premier et quatrième à la croix ancrée de gueules, aux deuxième et troisième à la fleur de lis d'or. |
| Blason de Biache-Saint-Vaast | Détails | Le statut officiel du blason reste à déterminer.                                                                                  |

| Blason de Biefvillers-lès-Bapaume | Blason  | Écartelé, au 1) et 4) d'azur au buste de saint Quentin d'argent ayant les épaules percées chacune d'un clou du même, au 2) et 3) d'or au chevron de gueules surmonté de trois étoiles de sable rangées en chef et soutenu d'un croissant du même. |
| Blason de Biefvillers-lès-Bapaume | Détails | Le statut officiel du blason reste à déterminer. |

| Blason de Bienvillers-au-Bois | Blason  | Écartelé : au 1) et au 4) d'argent aux trois fasces de gueules, au 2) d'argent aux trois doloires de gueules posées en bande et ordonnées 1 et 2 dans le sens de la barre, au 3) d'argent aux trois doloires de gueules posées en bande et ordonnées 2 et 1 dans le sens de la barre ; sur le tout écartelé au I et au IV losangé d'or et de gueules, au II et au III d'or au lion de sable armé et lampassé de gueules. |
| Blason de Bienvillers-au-Bois | Détails | Le statut officiel du blason reste à déterminer. |

| Blason de Bihucourt | Blason  | D'or à la croix ancrée de gueules.               |
| Blason de Bihucourt | Détails | Le statut officiel du blason reste à déterminer. |

| Blason de Billy-Berclau | Blason  | De gueules à une coquille d'argent, au chef du même. |
| Blason de Billy-Berclau | Détails | Le statut officiel du blason reste à déterminer.     |

| Blason de Billy-Montigny | Blason  | D'or à un arbre de sinople senestré d'un lion de sable, armé et lampassé de gueules, à la bordure d'argent chargée de huit mouchetures d'hermine de sable. |
| Blason de Billy-Montigny | Détails | Le statut officiel du blason reste à déterminer. |

| Blason de Bimont | Blason  | D'argent à la bande de gueules chargée de trois étoiles d'or à plomb. |
| Blason de Bimont | Détails | Le statut officiel du blason reste à déterminer.                      |

| Blason de Blairville | Blason  | D'argent aux deux fasces de sable, accompagnées de six quintefeuilles du même, trois rangées en chef et trois rangées en pointe . |
| Blason de Blairville | Détails | Le statut officiel du blason reste à déterminer.                                                                                  |

| Blason de Blangerval-Blangermont | Blason  | Écartelé au 1) et 4) de gueules à la fasce vivrée d'argent, au 2) et 3) d'azur au chevron d'or accompagné de trois croisettes recroisetées au pied fiché du même. |
| Blason de Blangerval-Blangermont | Détails | Le statut officiel du blason reste à déterminer. |

| Blason de Blangy-sur-Ternoise | Blason  | D'azur aux trois fleurs de lys d'or.             |
| Blason de Blangy-sur-Ternoise | Détails | Le statut officiel du blason reste à déterminer. |

| Blason de Blendecques | Blason  | De sable à une colombe d'argent, au chef du même chargé d'une roue de moulin de gueules. |
| Blason de Blendecques | Détails | Le statut officiel du blason reste à déterminer.                                         |

| Blason de Bléquin | Blason  | D'or à la bande de gueules, au franc-canton de sable. |
| Blason de Bléquin | Détails | Le statut officiel du blason reste à déterminer.      |

| Blason de Blessy | Blason  | D'or à la croix de gueules cantonnée de seize croisettes d'azur, 4 dans chaque canton. |
| Blason de Blessy | Détails | Le statut officiel du blason reste à déterminer.                                       |

| Blason de Blingel | Blason  | Taillé au 1) d'azur à une fleur de lys d'or, au 2) d'or à une fontaine d'azur. |
| Blason de Blingel | Détails | Le statut officiel du blason reste à déterminer.                               |

### Bm à Bq
| Blason de Boffles | Blason  | De sinople aux deux bandes d'or.                 |
| Blason de Boffles | Détails | Le statut officiel du blason reste à déterminer. |

| Blason de Boiry-Becquerelle | Blason  | De sinople au sautoir denché d'argent.           |
| Blason de Boiry-Becquerelle | Détails | Le statut officiel du blason reste à déterminer. |

| Blason de Boiry-Notre-Dame | Blason  | D'or aux trois lionceaux d'azur armés et lampassés de gueules, au chef de gueules chargé de la vierge issante de carnation, tenant l'enfant Jésus du même sur son bras gauche, vêtue aussi d'azur et de gueules . |
| Blason de Boiry-Notre-Dame | Détails | Le statut officiel du blason reste à déterminer. |

| Blason de Boiry-Saint-Martin | Blason  | D'azur au chevron d'argent chargé sur sa pointe d'une étoile de sable, accompagné de trois besants d'or . |
| Blason de Boiry-Saint-Martin | Détails | Le statut officiel du blason reste à déterminer.                                                          |

| Blason de Boiry-Sainte-Rictrude | Blason  | Parti : au 1) d'azur à sainte Rictrude d'argent, tenant de sa main dextre un livre de gueules et de sa senestre un sceptre d'or, au 2) d'or au rai d'escarboucle fleurdelysée de sable posé en pal. |
| Blason de Boiry-Sainte-Rictrude | Détails | Le statut officiel du blason reste à déterminer. |

| Blason de Bois-Bernard | Blason  | De gueules à cinq fusées d'or posées et rangées en bande, surmontées d'un lambel cousu d'azur. |
| Blason de Bois-Bernard | Détails | * Ces armes emploient le terme « cousu » dans le seul but de contrevenir à la règle de contrariété des couleurs : elles sont fautives : azur sur gueules. Le statut officiel du blason reste à déterminer. |

| Blason de Boisdinghem | Blason  | D'argent aux deux bandes de sable, au lambel de cinq pendants de gueules brochant sur le tout. |
| Blason de Boisdinghem | Détails | Le statut officiel du blason reste à déterminer.                                               |

| Blason de Boisjean | Blason  | D'or aux trois fasces de sinople, chargées chacune de trois corneilles du champ. |
| Blason de Boisjean | Détails | Le statut officiel du blason reste à déterminer.                                 |

| Blason de Boisleux-au-Mont | Blason  | Écartelé au 1) et 4) d'azur aux trois jumelles d'or, au 2) et 3) d'or à la croix ancrée de gueules. |
| Blason de Boisleux-au-Mont | Détails | Le statut officiel du blason reste à déterminer.                                                    |

| Blason de Boisleux-Saint-Marc | Blason  | D'argent à la fasce d'azur, accompagnée de deux bouses du même, une en chef et une en pointe. |
| Blason de Boisleux-Saint-Marc | Détails | Le statut officiel du blason reste à déterminer.                                              |

| Blason de Bomy | Blason  | D'argent aux cinq tilleuls de sinople posés en chevron, soutenus d'une tour de sable, accompagnés en chef et en pointe de deux fasces de gueules, chargées, la première, de deux gerbes de blé d'or, la seconde, d'une seule, à la plaine ondée d'azur. |
| Blason de Bomy | Détails | Le statut officiel du blason reste à déterminer. |

| Blason de Bonnières | Blason  | Écartelé au 1) et 4) vairé d'or et d'azur au 2) et 3) d'azur semé de fleurs de lys d'or au cerf d'argent brochant sur le tout . |
| Blason de Bonnières | Détails | Le statut officiel du blason reste à déterminer.                                                                                |

| Blason de Bonningues-lès-Ardres | Blason  | D'or aux deux fasces de gueules, à la bordure du même. |
| Blason de Bonningues-lès-Ardres | Détails | Le statut officiel du blason reste à déterminer.       |

| Blason de Bonningues-lès-Calais | Blason  | D'argent au lion d'azur, armé et lampassé de gueules, surmonté d'un lambel du même. |
| Blason de Bonningues-lès-Calais | Détails | Le statut officiel du blason reste à déterminer.                                    |

| Blason de Boubers-lès-Hesmond | Blason  | D'argent au sautoir de gueules chargé en cœur d'une molette d'or, cantonné de quatre crosses abbatiales contournées aussi de gueules. |
| Blason de Boubers-lès-Hesmond | Détails | Le statut officiel du blason reste à déterminer.                                                                                      |

| Blason de Boubers-sur-Canche | Blason  | D'or au lion de gueules, armé et lampassé d'azur, accompagné de trois écussons aussi de gueules, un au canton dextre et senestre du chef et un au canton dextre de la pointe. |
| Blason de Boubers-sur-Canche | Détails | Le statut officiel du blason reste à déterminer. |

| Blason de Boulogne-sur-Mer | Blason  | D'or à trois tourteaux de gueules, à l'écusson de gueules en abîme chargé d'un cygne d'argent. |
| Blason de Boulogne-sur-Mer | Détails | Le statut officiel du blason reste à déterminer.                                               |

| Blason de Bouin-Plumoison | Blason  | Taillé: au 1er d'or à trois doloires de gueules, celles du chef affrontées, au 2e de gueules à l'oie contournée d'argent, becquée et membrée d'or. |
| Blason de Bouin-Plumoison | Détails | Armes parlantes. (oie) Le statut officiel du blason reste à déterminer.                                                                            |

| Blason de Bouquehault | Blason  | D'argent au hêtre de sinople .                   |
| Blason de Bouquehault | Détails | Le statut officiel du blason reste à déterminer. |

| Blason de Bourecq | Blason  | Parti :au 1) de gueules aux trois chevrons d'argent, au 2) de gueules fretté d'argent de quatorze pièces et au franc-quartier aussi d'argent. |
| Blason de Bourecq | Détails | Le statut officiel du blason reste à déterminer.                                                                                              |

| Blason de Bouret-sur-Canche | Blason  | De gueules au pal de vair, au chef d'or chargé de trois molettes de cinq rais de sable. |
| Blason de Bouret-sur-Canche | Détails | Le statut officiel du blason reste à déterminer.                                        |

| Blason de Bourlon | Blason  | D'azur à l'étoile d'agent, au chef du même chargé d'une aigle de sable. |
| Blason de Bourlon | Détails | Le statut officiel du blason reste à déterminer.                        |

| Blason de Bournonville | Blason  | De sable au lion d'argent, couronné d'or, armé et lampassé du même, la queue fourchue passée en sautoir. |
| Blason de Bournonville | Détails | Le statut officiel du blason reste à déterminer.                                                         |

| Blason de Bours | Blason  | De gueules à la bande de vair.                   |
| Blason de Bours | Détails | Le statut officiel du blason reste à déterminer. |

| Blason de Boursin | Blason  | D'argent à l'aigle de gueules becquée et membrée d'azur, au chef du même chargé de trois fleurs de lys au pied nourri du champ. |
| Blason de Boursin | Détails | Le statut officiel du blason reste à déterminer.                                                                                |

| Blason de Bourthes | Blason  | De gueules à l'épée basse d'argent posée en bande, garnie d'or, accompagnée de deux aigles de sable.                                                            |
| Blason de Bourthes | Détails | * Il y a là non-respect de la règle de contrariété des couleurs : ces armes sont fautives (sable sur gueules). Le statut officiel du blason reste à déterminer. |

| Blason de Bouvelinghem | Blason  | D'azur aux sept besants d'or ordonnées 3.3.1, au chef du même chargé de trois monts de six coupeaux du champ.           |
| Blason de Bouvelinghem | Détails | Conflit héraldique : le dessin présente des rocs à la place des monts. Le statut officiel du blason reste à déterminer. |

| Blason de Bouvigny-Boyeffles | Blason  | D'or au chevron d'azur, accompagné en chef de deux huchets contournés de gueules et en pointe d'une hure de sanglier contournée de sable, défendue d'argent et lampassée aussi de gueules. |
| Blason de Bouvigny-Boyeffles | Détails | Le statut officiel du blason reste à déterminer. |

| Blason de Boyaval | Blason  | De gueules à la fasce d'argent chargée de trois roses du champ. |
| Blason de Boyaval | Détails | Le statut officiel du blason reste à déterminer.                |

| Blason de Boyelles | Blason  | D'azur à la vierge mère de carnation vêtue, couronnée et nimbée d'or, portant l'enfant Jésus aussi de carnation, vêtu aussi d'or, au nimbe crucifère, tenant un lys du même. |
| Blason de Boyelles | Détails | Le statut officiel du blason reste à déterminer. |

### Br à Bu
| Blason de Brebières | Blason  | De gueules aux dix losanges accolées d'argent, ordonnées 3.3.3.1, surmontées d'un lambel cousu d'azur, au chef du même chargé d'une roue de moulin d'or, accostée de deux brebis passantes affrontées d'argent.                      |
| Blason de Brebières | Détails | * Ces armes emploient le terme « cousu » dans le seul but de contrevenir à la règle de contrariété des couleurs : elles sont fautives : azur sur gueules. Armes parlantes. (brebis) Le statut officiel du blason reste à déterminer. |

| Blason de Brêmes | Blason  | Écartelé au 1) et 4) d'or au maillet de gueules, au 2) et 3) de gueules aux trois brêmes d'or nageant l'une sur l'autre. |
| Blason de Brêmes | Détails | Armes parlantes. (brêmes) Le statut officiel du blason reste à déterminer.                                               |

| Blason de Brévillers | Blason  | D'argent au lion morné de gueules.               |
| Blason de Brévillers | Détails | Le statut officiel du blason reste à déterminer. |

| Blason de Bréxent-Énocq | Blason  | Parti : au 1) de gueules à l'aigle d'argent, au 2) d'or à la croix ancrée de gueules. |
| Blason de Bréxent-Énocq | Détails | Le statut officiel du blason reste à déterminer.                                      |

| Blason de Brimeux | Blason  | D'argent aux trois aiglettes de gueules.         |
| Blason de Brimeux | Détails | Le statut officiel du blason reste à déterminer. |

| Blason de Bruay-la-Buissière | Blason  | D'or à la lampe sommée d'un pic et d'une hache de mineur passés en sautoir, le tout soudé d'argent à la bordure coticée du même et de gueules de douze pièces.                                          |
| Blason de Bruay-la-Buissière | Détails | * Ces armes emploient le terme « cousu » dans le seul but de contrevenir à la règle de contrariété des couleurs : elles sont fautives : argent sur or. Le statut officiel du blason reste à déterminer. |

| Blason de Brunembert | Blason  | D'azur à la barque de sable portant la Vierge de carnation portant l'enfant Jésus du même sur son bras gauche, le tout vêtu d'or et couronné du même, la barque voguant sur des ondes d'argent mouvant de la pointe. |
| Blason de Brunembert | Détails | Le statut officiel du blason reste à déterminer. |

| Blason de Bryas | Blason  | D'argent à la fasce de sable surmontée de trois cormorans du même, becqués et membrés de gueules. |
| Blason de Bryas | Détails | Le statut officiel du blason reste à déterminer.                                                  |

| Blason de Bucquoy | Blason  | De vair en bande aux deux bandes de gueules chargées chacune d'un dragon d'or posé à plomb. |
| Blason de Bucquoy | Détails | Le statut officiel du blason reste à déterminer.                                            |

| Blason de Buire-au-Bois | Blason  | D'or aux trois maillets de sinople, au chef du même au gland versé feuillé de deux pièces du champ. |
| Blason de Buire-au-Bois | Détails | Le statut officiel du blason reste à déterminer.                                                    |

| Blason de Buire-le-Sec | Blason  | D'or à la croix de gueules chargée en cœur d'un alérion du champ. |
| Blason de Buire-le-Sec | Détails | Le statut officiel du blason reste à déterminer.                  |

| Blason de Buissy | Blason  | D'azur au chevron d'or chargé de cinq tourteaux du champ. |
| Blason de Buissy | Détails | Le statut officiel du blason reste à déterminer.          |

| Blason de Bullecourt | Blason  | D'or à la fasce de gueules accompagnée de trois maillets de sable. |
| Blason de Bullecourt | Détails | Le statut officiel du blason reste à déterminer.                   |

| Blason de Bully-les-Mines | Blason  | Chevronné d'argent et de gueules de douze pièces. |
| Blason de Bully-les-Mines | Détails | Le statut officiel du blason reste à déterminer.  |

| Blason de Buneville | Blason  | D'or au lion de gueules, au chef d'azur chargé de trois étoiles du champ. |
| Blason de Buneville | Détails | Le statut officiel du blason reste à déterminer.                          |

| Blason de Burbure | Blason  | De sable à la croix ancrée d'argent chargé en cœur d'un écusson de gueules au moulin à vent d'or posé sur un tertre du même mouvant de la pointe, au chef cousu de gueules chargé d'un pic et d'une hache de mineur aussi d'argent passés en sautoir, à la lampe d'or brochant sur les outils. |
| Blason de Burbure | Détails | Le statut officiel du blason reste à déterminer. |

| Blason de Bus | Blason  | D'azur au chevron d'or accompagné de trois roses du même, à la bordure aussi d'or. |
| Blason de Bus | Détails | Le statut officiel du blason reste à déterminer.                                   |

| Blason de Busnes | Blason  | D'azur à la fasce d'argent accompagnée de trois tours du même. |
| Blason de Busnes | Détails | Le statut officiel du blason reste à déterminer.               |

## C

### Ca à Cd
| Blason de Caffiers | Blason  | D'or au lion contourné de sable sur une terrasse du même. |
| Blason de Caffiers | Détails | Le statut officiel du blason reste à déterminer.          |

| Blason de Cagnicourt | Blason  | De sinople aux trois lys de jardin d'or.         |
| Blason de Cagnicourt | Détails | Le statut officiel du blason reste à déterminer. |

| Blason de Calais | Blason  | De gueules à l'écusson d'azur chargé d'une fleur de lis d'or soutenue d'un croissant d'argent, l'écusson sommé d'une couronne fermée de France d'or, accosté de deux croix de Lorraine d'argent et accompagné en pointe d'un besant d'argent chargé de la croix de Jérusalem d'or. Ornements extérieursSur les armoiries, figurent de la croix de guerre 1914-1918 (25 août 1919), la Légion d'honneur (au centre) et la croix de guerre 1939-1945. |
| Blason de Calais | Détails | * Il y a là non-respect de la règle de contrariété des couleurs : ces armes sont fautives (azur sur gueules). Le blason de Calais fut accordé par le roi Henri II en 1558. La croix de Jérusalem et le croissant évoquent le passage, dans cette ville, des croisés français et anglais. La fleur de lys et la couronne marquent la satisfaction du roi de France de recouvrer Calais après plus de deux siècles d'occupation anglaise. Les croix de Lorraine font référence au libérateur de la ville, le duc de Lorraine, François de Guise. Elles furent confirmées par lettres patentes de Louis XVIII, le 19 avril 1817. |

| Blason de Calonne-Ricouart | Blason  | De gueules à une épée basse d'or, dans son fourreau d'argent à la bouterolle d'or, accostée de deux étoiles du même. |
| Blason de Calonne-Ricouart | Détails | Le statut officiel du blason reste à déterminer.                                                                     |

| Blason de Calonne-sur-la-Lys | Blason  | D'azur au chevron d'or accompagné en chef de deux étoiles et en pointe d'un bouquet de quatre épis, le tout du même. |
| Blason de Calonne-sur-la-Lys | Détails | Le statut officiel du blason reste à déterminer.                                                                     |

| Blason de La Calotterie | Blason  | D'azur aux trois hures de sanglier arrachées de sable, allumées et lampassées de gueules.                                                                    |
| Blason de La Calotterie | Détails | * Il y a là non-respect de la règle de contrariété des couleurs : ces armes sont fautives (sable sur azur). Le statut officiel du blason reste à déterminer. |

| Blason de Camblain-Châtelain | Blason  | Écartelé au 1) et 4) bandé d'argent et d'azur, au 2) et 3) contre-écartelé d'or et de sable. |
| Blason de Camblain-Châtelain | Détails | Le statut officiel du blason reste à déterminer.                                             |

| Blason de Camblain-l'Abbé | Blason  | D'or au chevron de gueules surmonté de trois étoiles d'azur rangées en chef et soutenu d'un croissant du même. |
| Blason de Camblain-l'Abbé | Détails | Le statut officiel du blason reste à déterminer.                                                               |

| Blason de Cambligneul | Blason  | D'azur à un dragon d'or.                         |
| Blason de Cambligneul | Détails | Le statut officiel du blason reste à déterminer. |

| Blason de Cambrin | Blason  | D'or fretté de dix huit pièces de gueules, au franc-canton de sinople chargé d'une aigle du champ. |
| Blason de Cambrin | Détails | Le statut officiel du blason reste à déterminer.                                                   |

| Blason de Camiers | Blason  | Parti ondé de deux ondes: au 1er d'or à l'arbre coupé de sinople, au 2e d'azur à la nef d'argent; à deux dards de gueules passés en sautoir, la pointe en bas, brochant en chef sur la partition. |
| Blason de Camiers | Détails | Le statut officiel du blason reste à déterminer. |

| Blason de Campagne-lès-Boulonnais | Blason  | Coupé d'or et d'azur à un coq hardi de gueules brochant sur le tout. |
| Blason de Campagne-lès-Boulonnais | Détails | Le statut officiel du blason reste à déterminer.                     |

| Blason de Campagne-lès-Guines | Blason  | D'azur au lambel de cinq pendants cousu de gueules en chef. |
| Blason de Campagne-lès-Guines | Détails | * Ces armes emploient le terme « cousu » dans le seul but de contrevenir à la règle de contrariété des couleurs : elles sont fautives : gueules sur azur. Le statut officiel du blason reste à déterminer. |

| Blason de Campagne-lès-Hesdin | Blason  | Écartelé d'hermine et de vair de gueules et d'argent. |
| Blason de Campagne-lès-Hesdin | Détails | Le statut officiel du blason reste à déterminer.      |

| Blason de Campagne-lès-Wardrecques | Blason  | D'azur aux deux fleurs de lys d'or soutenues d'un lion du même, au chef aussi d'or chargé de deux faisceaux de licteur du champ passés en sautoir. |
| Blason de Campagne-lès-Wardrecques | Détails | Le statut officiel du blason reste à déterminer.                                                                                                   |

| Blason de Campigneulles-les-Grandes | Blason  | D'or à la croix ancrée de gueules chargée en cœur d'une étoile percée du champ, cantonnée en chef à senestre et en pointe à dextre de deux étoiles aussi de gueules percées aussi du champ, rangées en barre avec celle en cœur. |
| Blason de Campigneulles-les-Grandes | Détails | Le statut officiel du blason reste à déterminer. |

| Blason de Campigneulles-les-Petites | Blason  | D'azur semé de lys d'or à une molette d'argent en abîme brochant sur le tout. |
| Blason de Campigneulles-les-Petites | Détails | Le statut officiel du blason reste à déterminer.                              |

| Blason de Canettemont | Blason  | D'azur à la fasce d'or accompagnée en chef d'une étoile du même et en pointe d'un bouquet de trois roseaux aussi d'or. |
| Blason de Canettemont | Détails | Le statut officiel du blason reste à déterminer.                                                                       |

| Blason de Canlers | Blason  | Deux écus : 1. D'argent à la croix de gueules chargée de cinq coquilles du champ. 2. D'or à la bande d'azur. |
| Blason de Canlers | Détails | Adopté par la municipalité.                                                                                  |
| Blason de Canlers | Alias   | D'azur à trois chandeliers d'or. Armes parlantes (Canlers = chandeliers, candeliers en picard).              |

| Blason de Canteleux (ancienne commune) | Blason  | D'argent à la fasce de gueules chargée d'une gerbe d'avoine d'or. |
| Blason de Canteleux (ancienne commune) | Détails | Le statut officiel du blason reste à déterminer.                  |

| Blason de Capelle-Fermont | Blason  | D'azur aux trois gerbes d'or.                    |
| Blason de Capelle-Fermont | Détails | Le statut officiel du blason reste à déterminer. |

| Blason de La Capelle-lès-Boulogne | Blason  | D'or à la croix ancrée de gueules, à la bande d'azur brochant sur le tout. |
| Blason de La Capelle-lès-Boulogne | Détails | Le statut officiel du blason reste à déterminer.                           |

| Blason de Capelle-lès-Hesdin | Blason  | De gueules à une gerbe d'or et à un arbre cousu de sinople, rangés en bande. |
| Blason de Capelle-lès-Hesdin | Détails | * Ces armes emploient le terme « cousu » dans le seul but de contrevenir à la règle de contrariété des couleurs : elles sont fautives : sinople sur gueules. Le statut officiel du blason reste à déterminer. |

| Blason de Carency | Blason  | Tranché : au 1er d'azur à la bande cousue de gueules*, abaissée, chargée de trois coquilles d'argent (posées à plomb) et accompagnée d'une fleur de lys d'or, au 2d d'or à la bande échiquetée d'or et d'azur de deux tires, haussée et accompagnée d'un alérion d'azur. Ornements extérieursCroix de guerre 1914-1918 |
| Blason de Carency | Détails | * Il y a là non-respect de la règle de contrariété des couleurs : ces armes sont fautives (gueules sur azur). Adopté en 2015. |
| Blason de Carency | Alias   | D'or à la bande échiquetée d'or et d'azur de deux tires. Blason proposé par les archives départementales du Pas-de-Calais en 1994. |

| Blason de Carly | Blason  | Parti, au premier d'argent semé de merlettes de sables, au lion de gueules, armé, lampassé et couronné d'or, brochant sur le tout, au second d'hermine, à cinq losanges de gueules accolées en fasce. |
| Blason de Carly | Détails | Le statut officiel du blason reste à déterminer. |

| Blason de Carvin | Blason  | D'azur aux sept besants d'or ordonnés 3.3.1, au chef du même. |
| Blason de Carvin | Détails | Le statut officiel du blason reste à déterminer.              |

| Blason de La Cauchie | Blason  | D'argent au pal de gueules chargé d'une chapelle d'argent. |
| Blason de La Cauchie | Détails | Le statut officiel du blason reste à déterminer.           |

| Blason de Cauchy-à-la-Tour | Blason  | Écartelé au 1) coupé d'azur au cheval marin couché d'argent et d'or plain, au 2) de gueules au pic et à la hache de mineur cousus de sable passés en sautoir, à la lampe du même allumée d'or brochant sur les outils, surmontée d'une barrette aussi de sable, au 3) d'azur à la gerbe d'or, au 4) d'argent au lion de gueules ; au bâton en bande d'azur chargé de sept étoiles d'or ordonnées 1 2 1 2 1 brochant sur l'écartelé. |
| Blason de Cauchy-à-la-Tour | Détails | * Ces armes emploient le terme « cousu » dans le seul but de contrevenir à la règle de contrariété des couleurs : elles sont fautives : sable sur gueules. Le statut officiel du blason reste à déterminer. |

| Blason de Caucourt | Blason  | Écartelé au 1) et au 4) d'argent au lion de sinople, lampassé de gueules, armé et couronné d'or, au 2) et 3) de sinople aux trois besants d'argent. |
| Blason de Caucourt | Détails | Le statut officiel du blason reste à déterminer. |

| Blason de Caumont | Blason  | Écartelé au 1) et 4) d'argent à la bande d'azur accompagnée de deux tourteaux du même au 2) et 3) de gueules au lion d'argent. |
| Blason de Caumont | Détails | Le statut officiel du blason reste à déterminer.                                                                               |

| Blason de Cavron-Saint-Martin | Blason  | Écartelé, au premier d'azur à trois épis d'argent feuillés de deux pièces du même, au deuxième d'argent à une moucheture d'hermine de sable, au troisième d'argent à une fleur de lys de sable, au quatrième d'azur à un poisson d'argent nageant entre deux ondes du même, sur le tout d'argent à une chèvre contournée saillante d'or*. |
| Blason de Cavron-Saint-Martin | Détails | * Il y a là non-respect de la règle de contrariété des couleurs : ces armes sont fautives (or sur argent). Le statut officiel du blason reste à déterminer. |

### Ce à Ch
| Blason de Chelers | Blason  | D'or à la fasce de gueules accompagné en chef de deux étoiles de sable et en pointe d'un croissant du même . |
| Blason de Chelers | Détails | Le statut officiel du blason reste à déterminer.                                                             |

| Blason de Chériennes | Blason  | D'azur à la bande d'or accompagnée de six trèfles du même posés en orle. |
| Blason de Chériennes | Détails | Le statut officiel du blason reste à déterminer.                         |

| Blason de Chérisy | Blason  | Écartelé au 1) et 4) de gueules à l'écusson d'argent chargé d'un lion du champ, au 2) et 3) d'azur à la fasce d'or. |
| Blason de Chérisy | Détails | Le statut officiel du blason reste à déterminer.                                                                    |

| Blason de Chocques | Blason  | D'argent à la barre de sinople chargée d'une merlette d'or posée à plomb. |
| Blason de Chocques | Détails | Le statut officiel du blason reste à déterminer.                          |

### Ci à Cl
| Blason de Clairmarais | Blason  | D'or aux deux crosses affrontées de gueules passées en sautoir, cantonnées en chef d'une patte de loup de sable posée en pal et en pointe d'une couleuvre du même tortillée en pal, à la fasce d'azur brochant sur le tout. |
| Blason de Clairmarais | Détails | Le statut officiel du blason reste à déterminer. |

| Blason de Clarques (ancienne commune) | Blason  | Taillé :au 1) d'azur à la crosse d'or, au 2) d'or au château de deux tours couvertes, donjonné d'une tourelle aussi couverte, le tout d'azur. |
| Blason de Clarques (ancienne commune) | Détails | Le statut officiel du blason reste à déterminer.                                                                                              |

| Blason de Clenleu | Blason  | D'argent au loup courant d'azur, lampassé de gueules. |
| Blason de Clenleu | Détails | Le statut officiel du blason reste à déterminer.      |

| Blason de Clerques | Blason  | D'argent aux quatre barres de gueules, à la bordure de sinople. |
| Blason de Clerques | Détails | Le statut officiel du blason reste à déterminer.                |

| Blason de Cléty | Blason  | D'argent à la fasce d'azur accompagnée de trois maillets de sable. |
| Blason de Cléty | Détails | Le statut officiel du blason reste à déterminer.                   |

### Cm à Cq
| Blason de Colembert | Blason  | D'argent au lion de sable lampassé de gueules.   |
| Blason de Colembert | Détails | Le statut officiel du blason reste à déterminer. |

| Blason de Colline-Beaumont | Blason  | De gueules au saumon d'argent posé en pal.       |
| Blason de Colline-Beaumont | Détails | Le statut officiel du blason reste à déterminer. |

| Blason de La Comté | Blason  | Taillé :au 1) d'argent semé de billettes de sable au lion du même, armé, lampassé et couronné de gueules, brochant sur le tout, au 2) d'azur aux six fontaines d'argent ordonnées 4.2 en deux barre. |
| Blason de La Comté | Détails | Le statut officiel du blason reste à déterminer. |

| Blason de Conchil-le-Temple | Blason  | D'azur au chevalier du temple de carnation, à la tunique d'argent chargée d'une croix pattée de gueules, au manteau du même. Armes parlantes (Chevalier du Temple⇒Temple). |
| Blason de Conchil-le-Temple | Détails | Le statut officiel du blason reste à déterminer. |

| Blason de Conchy-sur-Canche | Blason  | D'azur à l'écusson d'hermine.                    |
| Blason de Conchy-sur-Canche | Détails | Le statut officiel du blason reste à déterminer. |

| Blason de Condette | Blason  | D'argent aux trois fers de moulin de sable.      |
| Blason de Condette | Détails | Le statut officiel du blason reste à déterminer. |

| Blason de Contes | Blason  | D'or au créquier arraché de sinople, à la bordure de gueules. |
| Blason de Contes | Détails | Le statut officiel du blason reste à déterminer.              |

| Blason de Conteville-en-Ternois | Blason  | Écartelé :au 1) et 4) de gueules fretté de dix pièces d'argent entre semé de fleurs de lys d'or, au 2) et 3) fascé d'argent et de gueules de six pièces, à la bordure d'or. |
| Blason de Conteville-en-Ternois | Détails | Le statut officiel du blason reste à déterminer. |

| Blason de Conteville-lès-Boulogne | Blason  | De sable au lion d'argent, au chef d'or chargé de trois tourteaux de gueules. |
| Blason de Conteville-lès-Boulogne | Détails | Le statut officiel du blason reste à déterminer.                              |

| Blason de Coquelles | Blason  | De gueules au sautoir d'argent chargé en cœur d'un tourteau d'azur, accompagné en pointe d'une hure de sanglier aussi d'argent, allumée et défendue de sable. |
| Blason de Coquelles | Détails | Le statut officiel du blason reste à déterminer. |

| Blason de Corbehem | Blason  | De gueules aux neuf flammes d'or ordonnées 4.3.2, au chef du même chargé d'une aigle de sable. |
| Blason de Corbehem | Détails | Le statut officiel du blason reste à déterminer.                                               |

| Blason de Cormont | Blason  | Parti :au 1) mi-parti d'argent à l'aigle bicéphale de sable becquée et membrée d'azur, au 2) coupé au I d'azur au fer de moulin d'argent et au II d'or à l'écusson de vair ;le tout soutenu d'une champagne d'azur chargée d'un soulier d'or. |
| Blason de Cormont | Détails | Le statut officiel du blason reste à déterminer. |

| Blason de Couin | Blason  | Parti émanché de gueules et d'argent.            |
| Blason de Couin | Détails | Le statut officiel du blason reste à déterminer. |

| Blason de Coullemont | Blason  | D'argent à la fasce de gueules accompagnée de trois lionceaux de sinople, sur le tout d'or aux trois huchets de sable liés de gueules. |
| Blason de Coullemont | Détails | Le statut officiel du blason reste à déterminer.                                                                                       |

| Blason de Coulogne | Blason  | D'azur au sautoir de gueules* chargé en cœur d'une aigle de sable* membrée d'argent.                                                                         |
| Blason de Coulogne | Détails | * Il y a là non-respect de la règle de contrariété des couleurs : ces armes sont fautives (sable sur azur). Le statut officiel du blason reste à déterminer. |

| Blason de Coulomby | Blason  | D'or à la bande de gueules chargée d'une colombe du champ posée à plomb, à la bordure d'azur. |
| Blason de Coulomby | Détails | Armes parlantes. (colombe) Le statut officiel du blason reste à déterminer.                   |

| Blason de Coupelle-Neuve | Blason  | Écartelé au 1) et 4) chevronné d'or et de gueules de douze pièces, au 2) et 3) d'or à saint Antoine de carnation, vêtu de gueules. |
| Blason de Coupelle-Neuve | Détails | Le statut officiel du blason reste à déterminer.                                                                                   |

| Blason de Coupelle-Vieille | Blason  | D'argent à l'aigle de sable becquée et membrée de gueules, au franc-quartier de sinople chargé d'un lion d'or. |
| Blason de Coupelle-Vieille | Détails | Le statut officiel du blason reste à déterminer.                                                               |

| Blason de Courcelles-le-Comte | Blason  | D'azur au portail d'église d'argent sommé d'un clocher du même, accosté de deux lions d'or, armés et lampassés de gueules. |
| Blason de Courcelles-le-Comte | Détails | Le statut officiel du blason reste à déterminer.                                                                           |

| Blason de Courcelles-lès-Lens | Blason  | D'azur semé de fleurs de lys d'or, au cerf d'argent brochant sur le tout, au chef ondé aussi d'azur chargé de trois merlettes aussi d'argent. |
| Blason de Courcelles-lès-Lens | Détails | Le statut officiel du blason reste à déterminer.                                                                                              |

| Blason de Courrières | Blason  | D'or à la croix de gueules cantonnée de seize alérions d'azur, quatre dans chaque canton. |
| Blason de Courrières | Détails | Le statut officiel du blason reste à déterminer.                                          |

| Blason de Courset | Blason  | D'azur au chevron d'or accompagné de trois serres d'aigle du même. |
| Blason de Courset | Détails | Le statut officiel du blason reste à déterminer.                   |

| Blason de La Couture | Blason  | Bandé de gueules et d'argent, à une ombre de lion brochant sur le tout, à la bordure engrêlée d'or. |
| Blason de La Couture | Détails | Le statut officiel du blason reste à déterminer.                                                    |

| Blason de Couturelle | Blason  | D'azur au croissant d'or accompagné de trois coquilles d'argent. |
| Blason de Couturelle | Détails | Le statut officiel du blason reste à déterminer.                 |

| Blason de Coyecques | Blason  | D'argent à la pièce alésée en forme de C d'azur, chargée d'une fasce cousue de sinople ondée par le bas, surchargée d'un épi d'or en bande et sommée d'un soleil éclipsé issant, ladite pièce senestrée de trois fleurs de lys de sable ordonnées en chevron couché. |
| Blason de Coyecques | Détails | * Il y a là non-respect de la règle de contrariété des couleurs : ces armes sont fautives (sinople sur azur). Le statut officiel du blason reste à déterminer. |

### Cr à Cu
| Blason de Crémarest | Blason  | De gueules à la bande d'or.                      |
| Blason de Crémarest | Détails | Le statut officiel du blason reste à déterminer. |

| Blason de Crépy | Blason  | Écartelé au 1) d'argent à un portail et à un clocher d'église de sinople, au 2) de sinople à un livre posé à plat ouvert d'argent au 3) d'azur à un livre posé à plat ouvert d'or, au 4) d'or à un portail et à un clocher d'église d'azur. |
| Blason de Crépy | Détails | Le statut officiel du blason reste à déterminer. |

| Blason de Créquy | Blason  | D'or à un créquier arraché de gueules.                                       |
| Blason de Créquy | Détails | Armes parlantes. (créquier) Le statut officiel du blason reste à déterminer. |

| Blason de Croisette | Blason  | Taillé : au premier de gueules à la Vierge de carnation, en manteau et voile d'argent, couronnée et auréolée du même, tenant un livre, au second d'argent aux trois fleurs de lys au pied nourri de gueules rangées en barre. |
| Blason de Croisette | Détails | Le statut officiel du blason reste à déterminer. |

| Blason de Croisilles | Blason  | De gueules à dix losanges accolées d'or, ordonnées 3.3.3.1. |
| Blason de Croisilles | Détails | Le statut officiel du blason reste à déterminer.            |

| Blason de Croix-en-Ternois | Blason  | D'or aux deux chevrons d'azur, au chef de gueules. |
| Blason de Croix-en-Ternois | Détails | Le statut officiel du blason reste à déterminer.   |

| Blason de Cucq | Blason  | Parti : au premier d'or aux trois bandes d'azur, à la flamme de gueules sur une dune du même brochant sur le tout, à la bordure aussi de gueules, au second tiercé en fasce au I de gueules aux trois besants d'or accompagnés de deux mulets d'argent posés en chevron renversé, la tête en pointe, au II d'azur aux quatre burelles ondées d'argent, à l'étoile d'or brochant sur le tout et au III parti au 1) d'or aux trois bandes d'azur, au phare brochant d'argent enflammé du champ, posé sur une dune de sinople émergeant d'une champagne aussi d'argent, et à la bordure de gueules, au 2) aussi de gueules à la nef d'argent voguant sur des ondes du même mouvant de la pointe et au chef d'azur semé de fleurs de lys d'or. Devise / Cri« Voir loin, voir grand » |
| Blason de Cucq | Détails | Le premier du parti est aux armes du Ponthieu auquel Cucq, comme Le Touquet, appartiennent historiquement. En cœur, la flamme sur une dune qui rappelle que pendant les guerres qui désolèrent la Picardie au XVIe siècle, les habitants faisaient le guet au rivage. Ils se plaçaient sur la grande sablonnière et par des feux avertissaient les veilleurs de la tour de Saint-Josse qui à leur tour donnaient le même signal au poste de Montreuil. Le second du parti montre l'importance du hameau de Trépied (3 besants), et les mulets (poissons) rappellent que la pêche a toujours été la principale industrie des habitants et qu'en 1168 ils obtinrent le privilège exclusif de traîner le filet depuis la Canche jusqu'à l'Authie. Les vagues et l'étoile constituent les armes de Stella-Plage. Le troisième coupé du parti reprend le blason du Touquet-Paris-Plage, qui fit partie de la commune de Cucq jusqu'en 1912. Adopté par la municipalité. |

| Blason de Cuinchy | Blason  | De gueules à la fasce vivrée d'argent.           |
| Blason de Cuinchy | Détails | Le statut officiel du blason reste à déterminer. |